# Parasitologi
Parasitologi studerar biologin kring parasiternas påverkan på organismer samt dess värd och deras relation till varandra. 

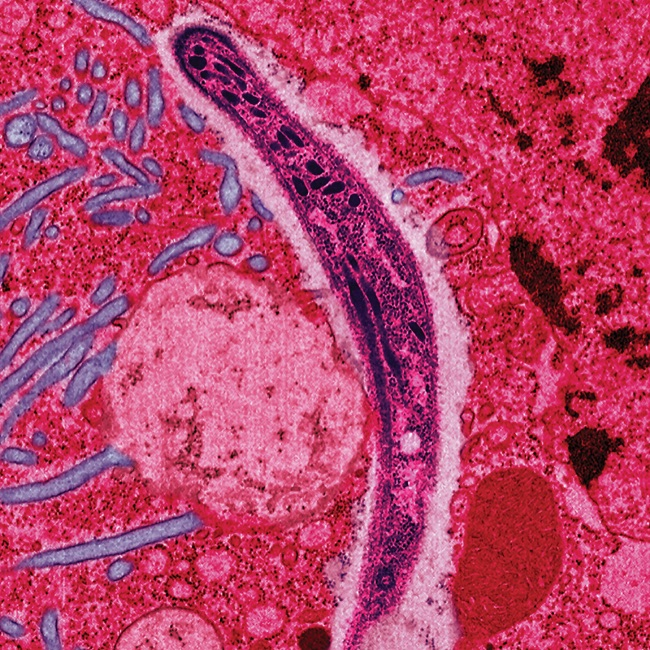
En Plasmodium malariae förstör en röd blodkropp.

Parasitologi omfattar även läran om taxonomi, morfologi, patologi, parasitens livscykel samt sjukdomens epidemiologi som den orsakar.

## Medicinsk parasitologi
Ett av de största områdena i parasitologi är medicinsk parasitologi. Ämnet innebär utveckling av läkemedel, epimediologiska studier och studier av zoonoser. Ämnet studerar även kring parasiter som infekterar människor, de sjukdomar som orsakas av dem samt den kliniska bilden och responsen hos människan. Medicins parasitologi studerar även de olika metoderna för diagnos, behandling, förebyggande och kontroll. Människan är värd för nästan 300 arter av parasitära maskar och över 70 arter av protozoer. Genom evolutionen har parasiten som människan utvecklats och anpassat sig efter sin miljö.
En parasit är en organism som lever på eller i en annan organism som kallas värd. Dessa inkluderar organismer såsom:
- Plasmodium: En protozoparasit som orsakar malaria. De fyra arter av malariaparasiter som är infektionsfulla för människan är Plasmodium falciparum, Plasmodium malariae, Plasmodium vivax och Plasmodium ovale.
- Leishmania donovani: en encellig organism som orsakar leishmaniasis.
- Entamoeba och Giardia: organismer som orsakar tarminfektioner (dysenteri och diarré).
- Schistosoma, Wuchereria bancrofti, Necator americanus (hakmask) och Taenia (dvärgbandmask[särskiljning behövs]).
- Ektoparasiter, som till exempel fästingar, skabb och löss[särskiljning behövs].[2][3]

## Veterinär parasitologi
Veterinär parasitologi är studiet av parasiter som orsakar ekonomiska förluster inom jordbruket och vattenbruksverksamheter eller som infekterar sällskapsdjur. Veterinär parasitologi är läran om djurparasiter, med fokus på förhållandena mellan parasiter och djurvärdar. Parasiter hos tamdjur (boskap och sällskapsdjur) och vilda djur beaktas. Veterinära parasitologer studerar uppkomst och utveckling av parasitoser hos djurvärdar, samt taxonomi och systematik av parasiter, däribland morfologi, livscykel och levande behov av parasiter i miljön och i djurvärdar.
Med hjälp av olika forskningsmetoder som till exempel diagnostisering har man kunnat behandla och förebygga djurparasitoser. Information som erhållits från parasitologisk forskning på djur tas upp under veterinärutbildningen och syftar till att förbättra djuraveln. Det stora målet för veterinär parasitologi är att skydda djur och förbättra deras hälsa. Eftersom ett antal djurparasiter överförs till människor, är veterinär parasitologi också viktigt för folkhälsan.
Exempel på arter inom veterinär parasitologi är:
- Lucilia sericata: en spyfluga som lägger ägg på husdjurens skinn. Dess larver kläcks och gräver sig in i köttet på djuret och orsakar djuret plågsamma smärtor.
- Otodectes cynotis: en parasit som sätter sig på kattens öronskabb. Denna parasit kan orsaka läppcancer.
- Gyrodactylus salaris: en monogenean parasit på lax, som kan utplåna populationer som inte är resistenta.[2][3]

## Livsfarliga parasiter
När det gäller malaria, en sjukdom som fortfarande dödar över en miljon människor varje år, är myggor oftast våra värsta fiender. När myggorna suger blod från en infekterad värd, passerar plasmodium, en protozo in i myggans blod. Insekterna fungerar som bärare av sjukdomen, bakterier passerar genom dem in i deras nästa offer när de går till nästa måltid. Malariaparasiterna använder inte myggen bara som en väg för smittspridning, men också som en tillväxtkammare, som utvecklas inom myggornas tarmar.
I åratal har mänskligheten fått utkämpa ett biologiskt krig på två fronter. Å ena sidan har forskare utvecklat läkemedel mot malaria för att motverka sjukdomen i sig, läkemedel som innehåller till exempel kinin, klorokin eller en kombination av sulfadoxin och pyrimethamin. Dessa läkemedel har visat sig vara effektiva vid behandling av sjukdomen men lider av samma problem alla antibiotika står inför, nämligen att det kan uppstå varianter av parasiter som är resistenta mot medlen. Dessutom är distributionen av de här läkemedlen ett kostsamt logistiskt problem – även om själva medicinerna är billiga; det finns många som kostar mindre än 2 kronor per dos.
Malaria är inte bara en fruktansvärd sjukdom för oss, utan även för myggen. Myggor är "lika olyckliga när det gäller malaria som vi är [...] de försöker bli av med det", enligt nobelpristagaren Johann Eisenhofer. I själva verket har vissa myggor lyckats utveckla en naturlig resistens mot sjukdomen. I början av juli 2013 hade en grupp forskare vid University of Texas Southwestern Medical Center (UTSW) upptäckt hur dessa myggor angriper parasiterna, vilket ger oss en ny väg för att angripa sjukdomen. Som Dr Baxter, en annan forskare vid UTSW, uttrycker det: "Vi har försökt att bota människor från malaria i över hundra år [...] Först nyligen har folk börjat tänka på att bota myggor från malaria".
Den forskning som bedrivs vid UTSW fokuserar på TEP1, ett protein i myggornas immunsystem. Det framkom att när malaria tog sig in i en mygga omvandlades proteinet till en aktiv form som anslutit sig till parasiten och fungerade som en markör för insektens immunförsvar. Baxter förklarar: "TEP1 är som en scout som hittar fienden – i detta fall malariaparasiter – sätter en målsökande signal på fienden och kallar på ett flyganfall".
Det team av forskare som var särskilt intresserat av ett visst segment av TEP1-protein kallade det "stridsspetsen". Detta är den del av proteinet som faktiskt tar tag i malariaparasiten, som på många sätt liknar det aktiva stället i ett enzym. Eisenhofer, som vann sitt Nobelpris för användning av röntgenkristallografi på proteiner involverade i fotosyntesen, tillämpade samma teknik på TEP1-proteinet. Den analytiska tekniken innefattar röntgenstrålning på ett kristallint prov. Därefter observerar man bilden som produceras av böjningen av strålarna genom provet, "diffraktionsmönstret" . Detta är en populär metod som används för att bestämma proteinstrukturen.

### Malarias framtid
Framtida forskning kommer sannolikt att innebära att titta närmare på hur proteinet binder till malariaparasiten, samt hur de andra delarna av en myggas immunförsvar startas igång när parasiten har markerats för uppsägning . Även om det kan tyckas att denna forskning inte direkt hjälper till att bota sjukdomen, hoppas Dr Baxter att " förstå hur vissa myggor kan parera malaria som någon dag kan  leda till att minska eller till och med eliminera myggans förmåga att överföra den förödande sjukdomen." Detta skulle kanske innebära att uppmuntra tillväxten av malaria resistenta stammar av myggor. Det finns också en möjligheten till genetisk manipulering av en ny typ, även om detta skulle innebära allvarliga miljökonsekvenser. Myggor, som alltid har varit en fiende i kampen mot malaria, kan ha gett oss ett nytt vapen mot den. Om myggor var helt eller ens delvis botade från sjukdomen, upphör att bära den från människa till människa ,skulle det vara vår största seger i denna pågående biokemiska krig.

## Källkritik
Dessa källor valdes på grund av deras trovärdighet. En av de mest starkaste källorna som användes är http://www.ncbi.nlm.nih.gov/pmc/articles/PMC126866/, som leder till "US National Library of Medicine, National Institutes of Health". Denna hemsida är godkänd av flera forskare och har därför publicerats i ett medicinskt bibliotek på grund av dess informativa innehåll. Dock är ett av källorna som användes från Wikipedia. Källor från Wikipedia ska alltid tas med en nypa salt då det finns personer med en viss åsikt som kan bidra med information som kommer från ett partiskt perspektiv och inte ett objektivt. Detta kan skapa förvirring hos läsaren.